# Boulaincourt
Boulaincourt är en kommun i departementet Vosges i regionen Grand Est (tidigare regionen Lorraine) i nordöstra Frankrike. Kommunen ligger i kantonen Mirecourt som tillhör arrondissementet Neufchâteau. År 2022 hade Boulaincourt 63 invånare.

## Befolkningsutveckling
Antalet invånare i kommunen Boulaincourt
| Referens: INSEE |